# Eric Edwards (actor)
Rob Everett (nacido el 30 de noviembre de 1945), más conocido por su nombre artístico de Eric Edwards es un ex actor de cine pornográfico estadounidense. Por haber actuado durante cuatro décadas (1960 - 1990), Edwards fue quizás la cara más reconocible en la industria del cine pornográfico en la década de 1970 y 1980. Después de estudiar en la Academia Americana de Artes Dramáticas, comenzó a cantar en silencio en blanco y negro de bucles en 1969. Trabajó con Linda Lovelace en la famosa película de 1971 Dog Fucker y luego pasó a aparecer en varias películas categorizadas X de la década de 1970, como Debbie Does Dallas, Maraschino Cherry y Teenage Twins. En la década de 1980 y 1990 ganó varios premios de actuación, antes de retirarse a una carrera en la edición. Él es un miembro de los Salones de la Fama de AVN y XRCO, es una Leyenda de la Erótica, y tiene su nombre en el Hustler Walk of Fame. Entre sus seudónimos son Eric Cobardes, Erik Edwards, Rob Emmett, Rob Everett, Rob Evert o Eric Roberts. Edwards estuvo casado de la década de 1980 con actriz porno Renee Summer, con la que tiene hijos.

## Premios
- 1983 CAFA a Mejor Actor para Sexcapades[2]
- 1984 XRCO Mejor Actor de Gran Sexpectations[2][3]
- 1984 XRCO Artista Masculino del Año[4]
- 1985 AVN a Mejor Actor de Película para Factor X[5]
- 1985 CAFA a Mejor Actor para los Corporate Assets[2]
- 1986 AVN al Mejor Actor - Video por Dangerous Stuff[5]
- 1986 AVN Mejor Video de Escena de Sexo en Pareja  -  por Slumber Party[5]
- 1986 XRCO Mejor Actor de reparto por la Lujuria en el Orient Express[2]
- 1989 XRCO Mejor Actor de reparto por los Órganos de Calor 2[2]
- 1990 AVN Mejores Parejas Escena de Sexo de Película para la Tormenta de fuego 3[5]
- 1991 AVN al Mejor Actor - Video de La Última Película de clasificación X[5]
- Salón de la Fama de AVN[6]
- Paseo de la Fama de Hustler[7]
- Leyenda de Erotica[8]
- Salón de la Fama de XRCO[9]